# Eleições legislativas portuguesas de 1980 no distrito de Évora
| Eleições legislativas portuguesas de 1980 Distritos: Aveiro \| Beja \| Braga \| Bragança \| Castelo Branco \| Coimbra \| Évora \| Faro \| Guarda \| Leiria \| Lisboa \| Portalegre \| Porto \| Santarém \| Setúbal \| Viana do Castelo \| Vila Real \| Viseu \| Açores \| Madeira \| Estrangeiro |

## Resultados por Concelho
Os resultados nos concelhos do Distrito de Évora foram os seguintes:

### Alandroal
| Partido                 | Partido                         | Votos | %               | +/-  |
| ----------------------- | ------------------------------- | ----- | --------------- | ---- |
|                         | Aliança Povo Unido              | 3 155 | 53,95 / 100,00  | 1,55 |
|                         | Aliança Democrática             | 1 449 | 24,78 / 100,00  | 2,33 |
|                         | Frente Republicana e Socialista | 827   | 14,14 / 100,00  | 0,66 |
|                         | POUS-PST                        | 80    | 1,37 / 100,00   | -    |
|                         | União Democrática Popular       | 59    | 1,01 / 100,00   | 0,20 |
|                         | Outros                          | 156   | 2,68 / 100,00   |      |
| Votos Inválidos         | Votos Inválidos                 | 122   | 2,09 / 100,00   | 1,07 |
| Total                   | Total                           | 5 848 | 100,00 / 100,00 |      |
| Eleitorado/Participação | Eleitorado/Participação         | 6 521 | 89,68 / 100,00  | 0,81 |

### Arraiolos
| Partido                 | Partido                         | Votos | %               | +/-  |
| ----------------------- | ------------------------------- | ----- | --------------- | ---- |
|                         | Aliança Povo Unido              | 3 609 | 54,93 / 100,00  | 2,25 |
|                         | Aliança Democrática             | 1 680 | 25,57 / 100,00  | 2,38 |
|                         | Frente Republicana e Socialista | 926   | 14,09 / 100,00  | 0,48 |
|                         | POUS-PST                        | 69    | 1,05 / 100,00   | -    |
|                         | Outros                          | 183   | 2,79 / 100,00   |      |
| Votos Inválidos         | Votos Inválidos                 | 103   | 1,57 / 100,00   | 0,98 |
| Total                   | Total                           | 6 570 | 100,00 / 100,00 |      |
| Eleitorado/Participação | Eleitorado/Participação         | 7 183 | 91,47 / 100,00  | 0,91 |

### Borba
| Partido                 | Partido                         | Votos | %               | +/-  |
| ----------------------- | ------------------------------- | ----- | --------------- | ---- |
|                         | Aliança Povo Unido              | 2 765 | 46,51 / 100,00  | 3,35 |
|                         | Aliança Democrática             | 1 478 | 24,86 / 100,00  | 2,57 |
|                         | Frente Republicana e Socialista | 1 222 | 20,56 / 100,00  | 1,11 |
|                         | POUS-PST                        | 103   | 1,73 / 100,00   | -    |
|                         | Partido Trabalhista             | 87    | 1,46 / 100,00   | -    |
|                         | União Democrática Popular       | 68    | 1,14 / 100,00   | 1,40 |
|                         | Outros                          | 85    | 1,44 / 100,00   |      |
| Votos Inválidos         | Votos Inválidos                 | 137   | 2,31 / 100,00   | 0,48 |
| Total                   | Total                           | 5 945 | 100,00 / 100,00 |      |
| Eleitorado/Participação | Eleitorado/Participação         | 6 534 | 90,99 / 100,00  | 1,62 |

### Estremoz
| Partido                 | Partido                         | Votos  | %               | +/-  |
| ----------------------- | ------------------------------- | ------ | --------------- | ---- |
|                         | Aliança Democrática             | 4 671  | 36,69 / 100,00  | 2,89 |
|                         | Aliança Povo Unido              | 4 663  | 36,62 / 100,00  | 2,51 |
|                         | Frente Republicana e Socialista | 2 437  | 19,14 / 100,00  | 0,71 |
|                         | União Democrática Popular       | 165    | 1,30 / 100,00   | 0,89 |
|                         | POUS-PST                        | 145    | 1,14 / 100,00   | -    |
|                         | Partido Trabalhista             | 137    | 1,08 / 100,00   | -    |
|                         | Outros                          | 228    | 1,78 / 100,00   |      |
| Votos Inválidos         | Votos Inválidos                 | 286    | 2,24 / 100,00   | 1,02 |
| Total                   | Total                           | 12 732 | 100,00 / 100,00 |      |
| Eleitorado/Participação | Eleitorado/Participação         | 14 338 | 88,80 / 100,00  | 0,89 |

### Évora
| Partido                 | Partido                         | Votos  | %               | +/-  |
| ----------------------- | ------------------------------- | ------ | --------------- | ---- |
|                         | Aliança Povo Unido              | 14 561 | 41,80 / 100,00  | 4,74 |
|                         | Aliança Democrática             | 11 033 | 31,67 / 100,00  | 1,95 |
|                         | Frente Republicana e Socialista | 7 178  | 20,61 / 100,00  | 2,81 |
|                         | União Democrática Popular       | 362    | 1,04 / 100,00   | 0,67 |
|                         | Outros                          | 1 038  | 2,98 / 100,00   |      |
| Votos Inválidos         | Votos Inválidos                 | 662    | 1,90 / 100,00   | 0,26 |
| Total                   | Total                           | 34 834 | 100,00 / 100,00 |      |
| Eleitorado/Participação | Eleitorado/Participação         | 38 990 | 89,34 / 100,00  | 0,94 |

### Montemor-o-Novo
| Partido                 | Partido                         | Votos  | %               | +/-  |
| ----------------------- | ------------------------------- | ------ | --------------- | ---- |
|                         | Aliança Povo Unido              | 8 578  | 57,49 / 100,00  | 2,35 |
|                         | Aliança Democrática             | 3 534  | 23,68 / 100,00  | 2,72 |
|                         | Frente Republicana e Socialista | 2 036  | 13,64 / 100,00  | 0,57 |
|                         | Outros                          | 567    | 3,80 / 100,00   |      |
| Votos Inválidos         | Votos Inválidos                 | 207    | 1,39 / 100,00   | 0,08 |
| Total                   | Total                           | 14 922 | 100,00 / 100,00 |      |
| Eleitorado/Participação | Eleitorado/Participação         | 16 227 | 91,96 / 100,00  | 2,13 |

### Mora
| Partido                 | Partido                         | Votos | %               | +/-  |
| ----------------------- | ------------------------------- | ----- | --------------- | ---- |
|                         | Aliança Povo Unido              | 2 608 | 49,11 / 100,00  | 0,47 |
|                         | Aliança Democrática             | 1 798 | 33,85 / 100,00  | 1,71 |
|                         | Frente Republicana e Socialista | 609   | 11,47 / 100,00  | 0,55 |
|                         | Outros                          | 194   | 3,65 / 100,00   |      |
| Votos Inválidos         | Votos Inválidos                 | 102   | 1,92 / 100,00   | 0,38 |
| Total                   | Total                           | 5 311 | 100,00 / 100,00 |      |
| Eleitorado/Participação | Eleitorado/Participação         | 5 892 | 90,14 / 100,00  | 1,42 |

### Mourão
| Partido                 | Partido                         | Votos | %               | +/-  |
| ----------------------- | ------------------------------- | ----- | --------------- | ---- |
|                         | Aliança Democrática             | 798   | 35,02 / 100,00  | 6,74 |
|                         | Aliança Povo Unido              | 774   | 33,96 / 100,00  | 1,94 |
|                         | Frente Republicana e Socialista | 551   | 24,18 / 100,00  | 1,19 |
|                         | POUS-PST                        | 25    | 1,10 / 100,00   | -    |
|                         | Outros                          | 73    | 3,20 / 100,00   |      |
| Votos Inválidos         | Votos Inválidos                 | 58    | 2,54 / 100,00   | 2,21 |
| Total                   | Total                           | 2 279 | 100,00 / 100,00 |      |
| Eleitorado/Participação | Eleitorado/Participação         | 2 719 | 83,82 / 100,00  | 2,62 |

### Portel
| Partido                 | Partido                         | Votos | %               | +/-  |
| ----------------------- | ------------------------------- | ----- | --------------- | ---- |
|                         | Aliança Povo Unido              | 3 307 | 57,10 / 100,00  | 1,21 |
|                         | Aliança Democrática             | 1 331 | 22,98 / 100,00  | 3,85 |
|                         | Frente Republicana e Socialista | 817   | 14,11 / 100,00  | 1,05 |
|                         | Outros                          | 221   | 3,82 / 100,00   |      |
| Votos Inválidos         | Votos Inválidos                 | 116   | 2,01 / 100,00   | 1,04 |
| Total                   | Total                           | 5 792 | 100,00 / 100,00 |      |
| Eleitorado/Participação | Eleitorado/Participação         | 6 500 | 89,11 / 100,00  | 1,04 |

### Redondo
| Partido                 | Partido                           | Votos | %               | +/-  |
| ----------------------- | --------------------------------- | ----- | --------------- | ---- |
|                         | Aliança Povo Unido                | 2 422 | 42,06 / 100,00  | 4,52 |
|                         | Aliança Democrática               | 1 688 | 29,31 / 100,00  | 2,75 |
|                         | Frente Republicana e Socialista   | 1 172 | 20,35 / 100,00  | 2,45 |
|                         | União Democrática Popular         | 80    | 1,39 / 100,00   | 0,73 |
|                         | POUS-PST                          | 76    | 1,32 / 100,00   | -    |
|                         | Partido Trabalhista               | 61    | 1,06 / 100,00   | -    |
|                         | Partido Socialista Revolucionário | 58    | 1,01 / 100,00   | 0,20 |
|                         | Outros                            | 52    | 0,91 / 100,00   |      |
| Votos Inválidos         | Votos Inválidos                   | 150   | 2,61 / 100,00   | 0,70 |
| Total                   | Total                             | 5 759 | 100,00 / 100,00 |      |
| Eleitorado/Participação | Eleitorado/Participação           | 6 608 | 87,15 / 100,00  | 0,32 |

### Reguengos de Monsaraz
| Partido                 | Partido                           | Votos | %               | +/-  |
| ----------------------- | --------------------------------- | ----- | --------------- | ---- |
|                         | Aliança Povo Unido                | 2 755 | 34,78 / 100,00  | 3,38 |
|                         | Frente Republicana e Socialista   | 2 307 | 29,12 / 100,00  | 1,76 |
|                         | Aliança Democrática               | 2 283 | 28,82 / 100,00  | 1,23 |
|                         | POUS-PST                          | 141   | 1,78 / 100,00   | -    |
|                         | Partido Socialista Revolucionário | 95    | 1,20 / 100,00   | 0,23 |
|                         | Outros                            | 169   | 2,14 / 100,00   |      |
| Votos Inválidos         | Votos Inválidos                   | 172   | 2,17 / 100,00   | 0,72 |
| Total                   | Total                             | 7 922 | 100,00 / 100,00 |      |
| Eleitorado/Participação | Eleitorado/Participação           | 9 227 | 85,86 / 100,00  | 2,94 |

### Vendas Novas
| Partido                 | Partido                         | Votos | %               | +/-  |
| ----------------------- | ------------------------------- | ----- | --------------- | ---- |
|                         | Aliança Povo Unido              | 3 451 | 44,73 / 100,00  | 2,91 |
|                         | Aliança Democrática             | 2 352 | 30,49 / 100,00  | 2,22 |
|                         | Frente Republicana e Socialista | 1 457 | 18,89 / 100,00  | 0,79 |
|                         | POUS-PST                        | 82    | 1,06 / 100,00   | -    |
|                         | Outros                          | 221   | 2,87 / 100,00   |      |
| Votos Inválidos         | Votos Inválidos                 | 152   | 1,97 / 100,00   | 0,16 |
| Total                   | Total                           | 7 715 | 100,00 / 100,00 |      |
| Eleitorado/Participação | Eleitorado/Participação         | 8 575 | 89,97 / 100,00  | 1,40 |

### Viana do Alentejo
| Partido                 | Partido                           | Votos | %               | +/-  |
| ----------------------- | --------------------------------- | ----- | --------------- | ---- |
|                         | Aliança Povo Unido                | 2 349 | 53,04 / 100,00  | 2,53 |
|                         | Aliança Democrática               | 992   | 22,40 / 100,00  | 2,12 |
|                         | Frente Republicana e Socialista   | 680   | 15,35 / 100,00  | 0,23 |
|                         | POUS-PST                          | 69    | 1,56 / 100,00   | -    |
|                         | Partido Socialista Revolucionário | 63    | 1,42 / 100,00   | 0,29 |
|                         | União Democrática Popular         | 62    | 1,40 / 100,00   | 0,50 |
|                         | Outros                            | 78    | 1,76 / 100,00   |      |
| Votos Inválidos         | Votos Inválidos                   | 136   | 3,07 / 100,00   | 0,18 |
| Total                   | Total                             | 4 429 | 100,00 / 100,00 |      |
| Eleitorado/Participação | Eleitorado/Participação           | 4 977 | 88,99 / 100,00  | 1,32 |

### Vila Viçosa
| Partido                 | Partido                                         | Votos | %               | +/-  |
| ----------------------- | ----------------------------------------------- | ----- | --------------- | ---- |
|                         | Aliança Povo Unido                              | 2 497 | 42,61 / 100,00  | 3,54 |
|                         | Aliança Democrática                             | 1 656 | 28,26 / 100,00  | 0,15 |
|                         | Frente Republicana e Socialista                 | 1 258 | 21,47 / 100,00  | 2,77 |
|                         | POUS-PST                                        | 80    | 1,37 / 100,00   | -    |
|                         | Partido Socialista Revolucionário               | 80    | 1,37 / 100,00   | 0,52 |
|                         | Partido Trabalhista                             | 71    | 1,21 / 100,00   | -    |
|                         | Partido Comunista dos Trabalhadores Portugueses | 59    | 1,01 / 100,00   | 0,25 |
|                         | Outros                                          | 42    | 0,72 / 100,00   |      |
| Votos Inválidos         | Votos Inválidos                                 | 117   | 2,00 / 100,00   | 0,39 |
| Total                   | Total                                           | 5 860 | 100,00 / 100,00 |      |
| Eleitorado/Participação | Eleitorado/Participação                         | 6 490 | 90,29 / 100,00  | 1,05 |